# 潮大志
潮 大志（うしお ひろし、1983年（昭和58年）9月25日 - ）は日本のヴォイストレーナー。石川県加賀市出身。

## 来歴
1歳から18歳までを石川県にある児童養護施設で過ごす。片山津小学校、片山津中学校卒業。小松市立高等学校芸術コースから愛知県立芸術大学に進学するが、中退。
うつ病を発症し、長い間音楽から離れる。、2011年10月に長野県安曇野市に移住。偶然見たチラシに応募し、2012年7月の「あづみの新進音楽家演奏会」に出演。その後2013年11月に故郷である石川県で凱旋リサイタイルを行ったり、2014年１０月に本籍地である千葉県船橋市でリサイタルを行ったり、様々な場所で演奏会に出演し活動の場を広げ、音楽の世界に本格的に復帰し、キャリアを広げている。演奏活動の傍ら、全国様々な児童養護施設や病院など様々な場所でボランティア活動やボランティア演奏も行なっている。またヴォイストレーナーとして数々のシンガーより信頼を得ており、定評も高い。USYミュージックスクール代表。現在船橋市在住。